# Petra Schneider
Petra Schneider (Karl-Marx-Stadt, 11 gennaio 1963) è un'ex nuotatrice tedesca.

## Carriera
Specializzata nello stile libero e nei misti, ha vinto la medaglia d'oro nei 400 m misti e l'argento nei 40 0m sl alle olimpiadi di Mosca 1980. È stata inoltre primatista mondiale sulle distanze dei 200 m e 400 m misti e 1500 m stile libero, diventando a fine carriera una dei membri dell'International Swimming Hall of Fame.
Nel 2005 ammise che i suoi risultati furono influenzati dal doping, e chiese che le venissero cancellati i suoi record. Il tempo con il quale vinse ai mondiali dei 1982 sui 400 m misti, 4'36"10, rimase per 15 anni record del mondo, e ancor oggi, al 2023, è record tedesco.

## Palmarès
- Olimpiadi

Mosca 1980: oro nei 400m misti e argento nei 400m sl.
- Mondiali

1978 - Berlino: bronzo nei 400m misti.
1982 - Guayaquil: oro nei 200m e 400m misti, argento nei 400m sl.
- Europei

1981 - Spalato: oro nei 400m misti, argento nei 200m misti.
1983 - Roma: argento nei 400m misti.